# Patriots of Micronesia
Patriots of Micronesia è l'inno nazionale degli Stati Federati di Micronesia. Adottato come inno nel 1991, ha sostituito Preamble, l'inno in uso dal 1979, anno dell'indipendenza. La melodia è quella della canzone tedesca "Ich hab' mich ergeben" (che fu anche l'inno non ufficiale della Germania Ovest dal 1949 al 1952).

## Testo
Tis here we are pledging,
with heart and with hand,
Full measure of devotion
to thee, our native land,
Full measure of devotion
to thee, our native land.
Now all join the chorus,
let union abide.
Across all Micronesia
join hands on every side,
Across all Micronesia
join hands on every side.
We all work together,
with hearts, voice and hand,
Till we have made these islands
another promised land,
Till we have made these islands
another promised land.